# Route nationale 151
Dieser Artikel wurde aufgrund von inhaltlichen Mängeln auf der Qualitätssicherungsseite des WikiProjekts Straßen eingetragen. Dies geschieht, um die Qualität der Artikel aus dem Themengebiet Straßen auf ein akzeptables Niveau zu bringen. Bitte hilf mit, die inhaltlichen Mängel dieses Artikels zu beseitigen, und beteilige dich bitte an der Diskussion!
Die Route nationale 151, kurz N 151 oder RN 151, ist eine französische Nationalstraße.
Sie verläuft aktuell von Châteauroux bis Auxerre. Die Nationalstraße ist zwischen Bourges und Auxerre ein Teil der zweiten Variante des Grand contournement de Paris. In diesem Bereich soll sie von der A26 ersetzt werden, deren Bau gegenwärtig zurückgestellt ist. Realisiert werden soll bis 2018 eine Südostumgehung von Auxerre, die von der Konstruktion her später dann Teil der Autobahn werden kann. Weiterhin ist ein Ausbau der N151 wegen des zurückgestellten Autobahnbaus geplant.
1824 wurde die N151 als Nachfolger der Route impériale 171 zwischen Poitiers und Avallon festgelegt. Ihre Gesamtlänge betrug 293 Kilometer. 1846 wurde der Abschnitt von Vézelay nach Avallon aus dem Streckenverlauf gestrichen und sie dafür von Vézelay aus zur N6 bei Givry geführt. Die Länge änderte sich auf 288 Kilometer. Der Abschnitt Vézelay – Avallon wurde in den Jahren von 1933 bis 1973 erneut als Bestandteil des Straßenverlaufes der Nationalstraße 457 (heutige Departement-Straße 957) als Nationalstraße ausgeschildert. 1973 erfolgte die Herabstufung des Abschnittes von Clamecy bis Givry und die Übernahme des Abschnittes von der Nationalstraße 77 von Varzy bis Auxerre, sowie einer Départementstrasse die zwischen Varzy und Clamecy parallel zur N77 verlief:
- N 151 Poitiers – Varzy (weiterhin unterbrochen durch N20)
- D 33 Varzy – Clamecy
- Umgehungsstraße von Clamecy
- N 77 Clamecy – Auxerre

2006 erfolgte dann die Herabstufung von Poitiers bis Lothiers.

## Streckenverlauf
| Position | höchste zulässige Gesamtgeschwindigkeit | Fahrbahnen | Typ                          | Abschnitt               | Längengrad | Breitengrad |
| -------- | --------------------------------------- | ---------- | ---------------------------- | ----------------------- | ---------- | ----------- |
| 1        | 110                                     | 2          | Beginn in Stadt              | Bourges                 | 47.0570    | 2.3527      |
| 2        | 110                                     | 2          | Vollständige Anschlussstelle | A 71 D400_18 - N142     | 47.0485    | 2.3415      |
| 3        | 110                                     | 2          | Kreuzung ohne Anschluss      | A71                     | 47.0445    | 2.3340      |
| 4        | 110                                     | 2          | Vollständige Anschlussstelle | La Chapelle-Saint-Ursin | 47.0413    | 2.3284      |
| 5        | 110                                     | 2          | Ende an Kreisverkehr         | Le Subdray              | 47.0153    | 2.2822      |
| 6        | 90                                      | 2          |                              | Clamecy (west)          | 47.4723    | 3.5118      |
| 7        | 90                                      | 2          |                              | 'D977/Clamecy           | 47.4473    | 3.4878      |
| 8        | 90                                      | 2          |                              | Clamecy (nord)          | 47.3900    | 3.4905      |